# Georg Büchmann

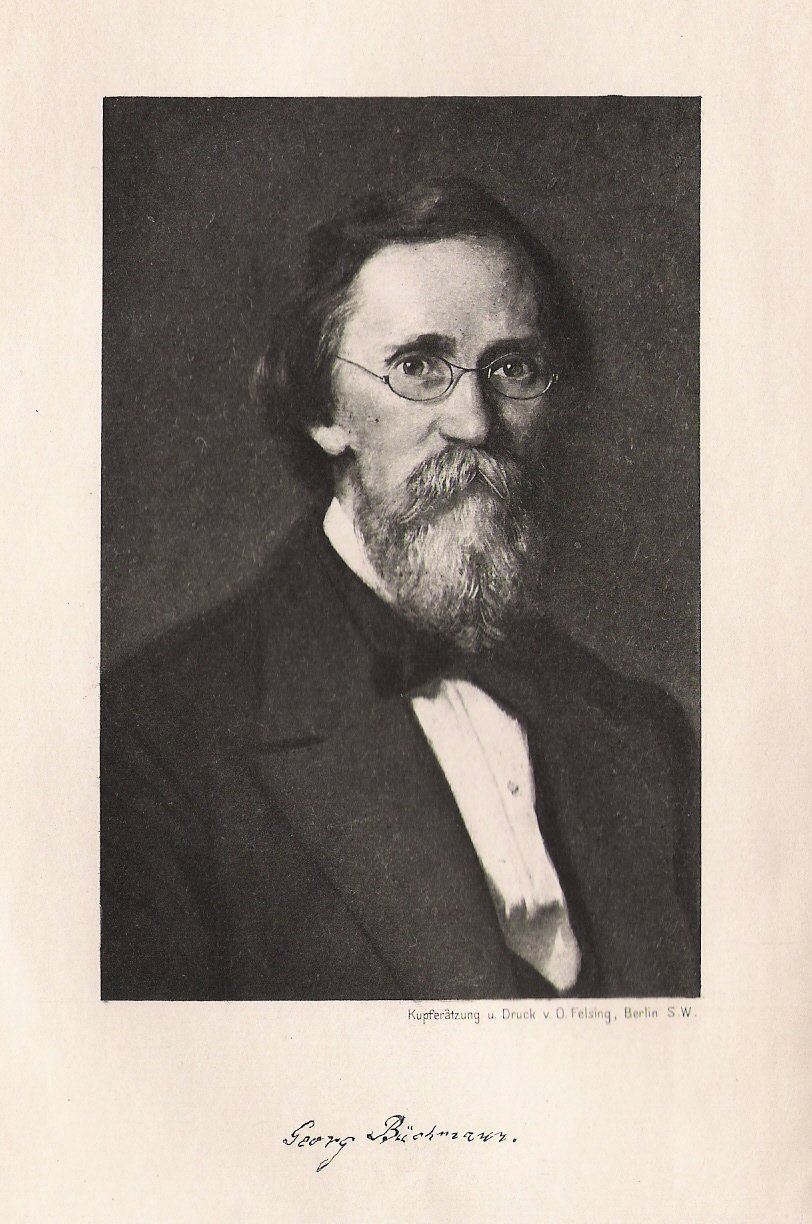
Georg Büchmann, Porträt und Signatur. Nach einem Gemälde von Helene Büchmann, Radierung von Hans Meyer

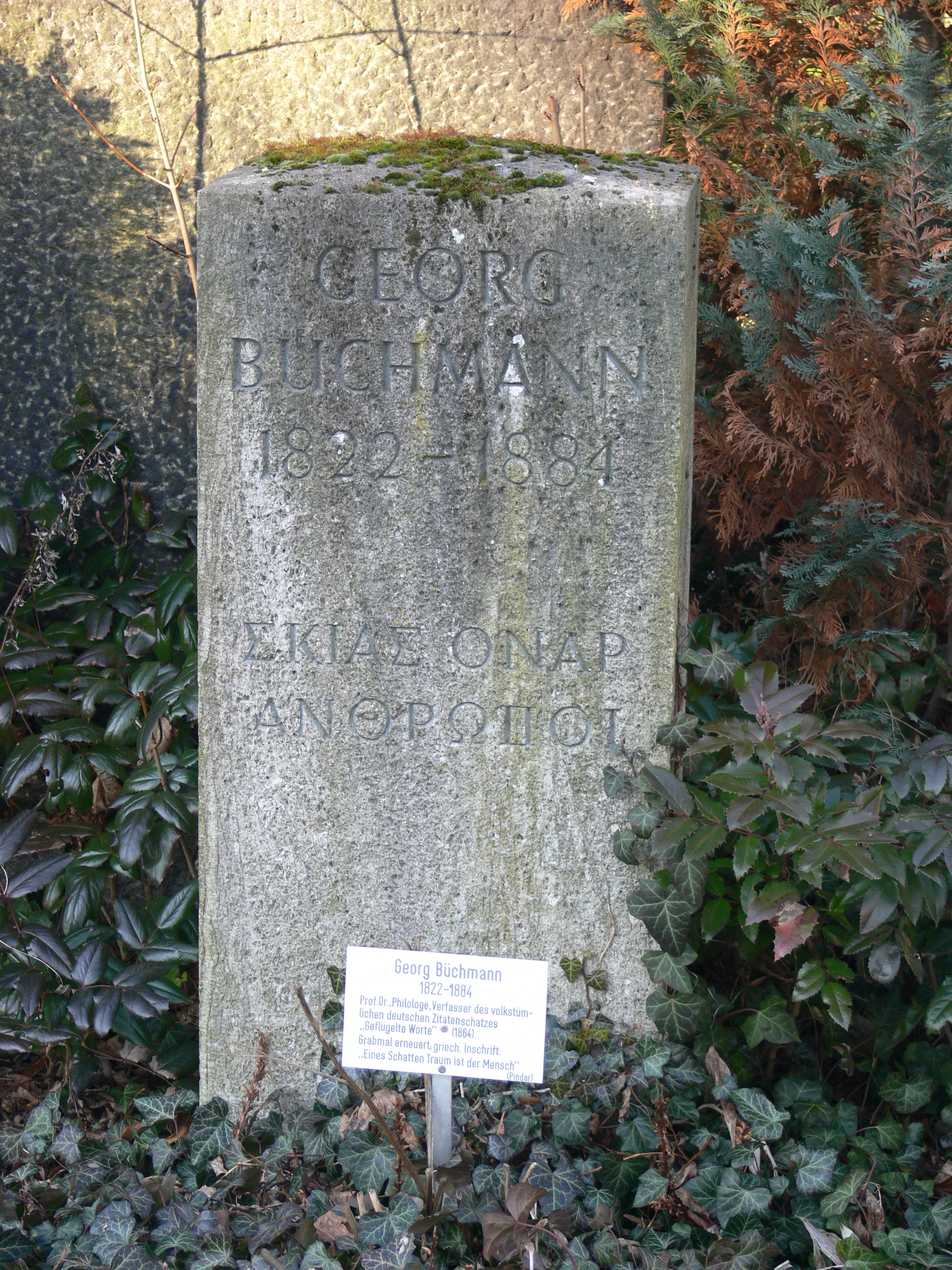
Grabstätte auf dem Alten St.-Matthäus-Kirchhof in Berlin-Schöneberg

August Methusalem Georg Büchmann (* 4. Januar 1822 in Berlin; † 24. Februar 1884 in Schöneberg, Kreis Teltow) war ein deutscher Philologe, der insbesondere als Herausgeber der umfangreichen Zitatesammlung Geflügelte Worte bekannt wurde.

## Leben
Seine Eltern waren der Assistent beim Montierungsdepot Friedrich Büchmann (1774–1849) und dessen Ehefrau Charlotte Schwarze, Tochter eines Feldwebels. Er besuchte in Berlin das Joachimsthalsche Gymnasium. Seine Lehrer waren unter anderem August Meineke und Ludwig Wiese. Er studierte 1841 bis 1844 Theologie, Klassische Philologie sowie Archäologie an der Friedrich-Wilhelm-Universität zu Berlin bei August Boeckh und Theodor Panofka und promovierte 1845 an der Friedrich-Alexander-Universität Erlangen. Thema seiner Dissertation war Die charakteristischen Differenzen zwischen den germanischen und slawischen Sprachstämmen.
Nach der staatlichen Lehramtsprüfung 1848 war er zunächst Lehrer am französischen Gymnasium in Berlin, dann 4 Jahre an der Saldria in Brandenburg an der Havel und schließlich ab 1854 Sprachlehrer an der Gewerbeschule in Berlin-Friedrichswerder. 1877 musste er sich aufgrund eines schweren Sturzes in den Ruhestand versetzen lassen.
Büchmann sammelte und ordnete jahrzehntelang deutsche Redewendungen und Zitate, wobei ihm seine Kenntnisse des Griechischen, Lateinischen und Hebräischen, Englischen, Französischen, Spanischen, Italienischen, Polnischen, Dänischen und Schwedischen zugutekamen. Als er im Jahr 1864 im Königlichen Schauspielhaus in Berlin über das Thema Landläufige Citate referierte, war unter seinen Zuhörern auch der Verleger Friedrich Weidling (1821–1902). Er ermunterte Büchmann dazu, sein Manuskript zu erweitern und für den Druck umzuarbeiten. Noch im gleichen Jahr erschienen Büchmanns Geflügelte Worte erstmals.
Georg Büchmann war mit der Malerin Helene Büchmann (1843–1912) verheiratet.
Georg Büchmann lebte viele Jahre in Schöneberg, Frobenstraße 1, später in der Zietenstraße 20 (seine letzte Wohnung) und verstarb in der Kur- und Irrenanstalt Maison de Santé an der Belziger Straße. Sein Grab liegt auf dem alten St.-Matthäus-Kirchhof in der Schöneberger Großgörschenstraße (Abt. K 70/20). Die Grabinschrift lautet: ΣΚΙΑΣ ΟΝΑΡ ΑΝΘΡΩΠΟΙ (Skiās onar anthrōpoi – „Eines Schattens Traum sind die Menschen“) nach Pindar (Pythische Ode VIII): „Σκιᾶς ὄναρ ἄνθρωπος“ – „Eines Schattens Traum ist der Mensch“. Es ist seit 1958 als Ehrengrab der Stadt Berlin gewidmet.
Walter Robert-tornow schrieb über Georg Büchmann:

„Sein Name wird unvergessen bleiben, so lange es auf Erden gebildete und gründliche Deutsche giebt.“

## Ehrungen
- 1872 Verleihung des Professorentitels
- 1877 Roter Adlerorden

## Geflügelte Worte

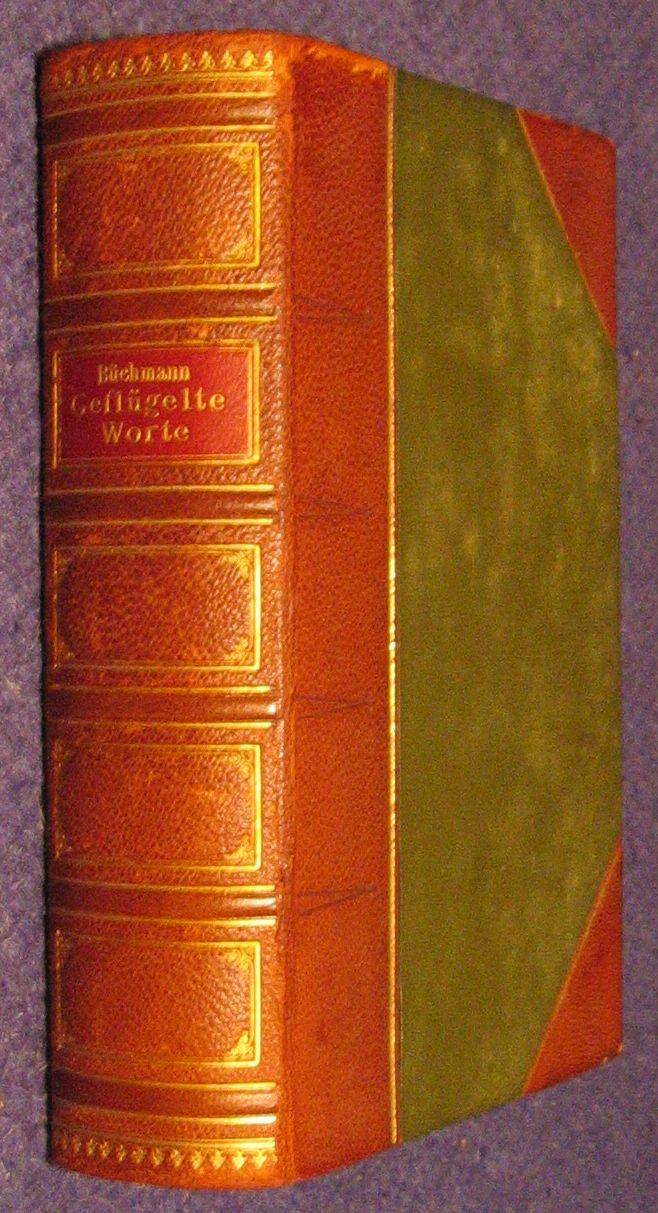
Büchmanns Geflügelte Worte

Büchmanns größtes Werk war die Sammlung und Herausgabe des deutschen Zitatenschatzes als Geflügelte Worte. Zitat:
Ein geflügeltes Wort ist ein in weiteren Kreisen dauernd angeführter Ausspruch, Ausdruck oder Name, gleichviel welcher Sprache, dessen historischer Urheber oder dessen literarischer Ursprung nachweisbar ist.
Das Buch fand so lebhaften Anklang, dass anfangs jährlich eine Neuauflage erforderlich war. Der Erfolg des Büchmann brachte es aber auch mit sich, dass Georg Büchmann bis in die Gegenwart hinein zahlreiche Nachahmer fand. Darunter finden sich Titel wie »Geflügelte Melodien« (1968), »Ungeflügelte Worte« (1971) und »Gezügelte Worte« (1976).
Diesem Buch stellte er folgendes Motto voran:
Wer könnte mehr von mir erwarten?

Für jeden bin ich eine Welt!

Dem Alter ein Erinnerungsgarten,

Der Jugend ein Entdeckungsfeld.
Seitdem Büchmann seinen Zitatenschatz erscheinen ließ, wurde sein Name selbst zu einem geflügelten Wort und auf alle Leute verwendet, die gern zitieren. Sein Name erscheint in Buchtiteln wie »Der rote Büchmann« oder »Der feldgraue Büchmann«.
Bekannt für den häufigen Gebrauch von Zitaten war Reichskanzler Fürst Bernhard von Bülow. Dies trug ihm den Ruf eines „wandelnden Büchmanns“ ein.
Büchmann hatte insgesamt etwa 1.900 Einträge gesammelt und erläutert. Nach seinem Tode wurde das Werk von seinem langjährigen Mitarbeiter Walter Robert-tornow fortgeführt, der 730 neue Zitate hinzufügte.
Mittlerweile gibt es zwei unterschiedliche aktualisierte Ausgaben des Büchmann, eine vom Verlag Bassermann (Verlagsgruppe Bertelsmann), die andere vom Ullstein Verlag (Verlagsgruppe Bonnier); daneben geben beide Verlage auch noch eine klassische Ausgabe heraus.

## Werke
- Ueber die charakteristischen Differenzen zwischen den germanischen und slawischen Sprachstämmen. Diss. Erlangen 1845.
- Märchenbronnen. Märchen für Jung und Alt von Georg Büchmann und Ludwig Pomtow. Krügerm Berlin 1851.
- Beiträge zur englischen Lexikographie. In: Ludwig Herrig: Archiv für das Studium der neueren Sprachen und Literaturen. 21. Band. Westermann, Braunschweig 1857, S. 153–168.
- Henry Wadsworth Longfellow: In: Jahresbericht über die Städtische Gewerbeschule, womit zu der … stattfindenden öffentlichen Prüfung der Schüler die höchsten und hohen Behörden, so wie alle Gönner und Freunde des Schulwesens ehrerbietigst einladet. Jg. 1858. Heinrich-Heine-Universität Düsseldorf
- Ueber den Berliner Adreß-Kalender. Vortrag gehalten im Concertsaale des Königl. Schauspielhauses am 22. Januar 1862. Zum Besten des Stipendiums für Studirende der neueren Sprachen.  Haude- und Spener’sche Buchhandlung, Berlin 1862; urn:nbn:de:kobv:109-1-14552303.
- Geflügelte Worte. Der Citatenschatz des deutschen Volkes.  Haude- und Spener’sche Buchhandlung, Berlin 1864. MDZ Reader; 17. Auflage (Geflügelt Worte und Zitatenschatz) nach Walter Robert-Tornow (14.–16. Auflage 1889) „neu bearbeitet“ von Paul Dorpert unter Mitwirkung von G. Ermatinger, Zürich (um 1946), 20., verm. u. verb. Aufl. 1900 (Digitalisat)
- Über den Ursprung des Bramarbas. In: Jahresbericht über die Friedrichs-Werdersche-Gewerbeschule in Berlin. Berlin 1868, S. 34–38. Heinrich-Heine-Universität Düsseldorf
- Auguste Rogeard: Was sagt Labienus? Übersetzt von G. Büchmann. Haude- und Spener’sche Buchhandlung, Berlin 1865.
- Victor Hugo: Der Lachende Mann. Übersetzt von Georg Büchmann. 4 Bände. Franz Duncker, Berlin 1869. Band 1, Band 2, Band 3, Band 4
- The Cricket an the Hearth. Zum Gebrauch in den Schulen und zum Privatstudium mit sprachlichen und sachlichen Bemerkungen. In: Ludwig Herrig: Archiv für das Studium der neueren Sprachen und Literaturen. 51. Band. Westermann, Braunschweig 1873, S. 228.